# Eredivisie 2022/23 (mannenvoetbal)/Transfers zomer
Dit is een lijst van transfers uit de Nederlandse Eredivisie in de zomer van het jaar 2022, als voorbereiding op het seizoen 2022/23. Hierin staan alleen transfers die clubs uit de Eredivisie hebben voltooid.
De transferperiode duurde van 9 juni 2022 tot 31 augustus 2022. Deals mogen op elk moment van het jaar gesloten worden, maar de transfers zelf mogen pas in de transferperiodes plaatsvinden. Er kunnen ook uitgaande deals buiten een transferperiode plaatsvinden, omdat in sommige landen een andere transferperiode wordt gehanteerd. Transfervrije spelers (spelers zonder club) mogen op elk moment van het jaar gecontracteerd worden.
| Speler                   | Nationaliteit    | Oude club                  | Nieuwe club                | Extra           |
| ------------------------ | ---------------- | -------------------------- | -------------------------- | --------------- |
| Abdallah Aberkane        | Nederland        | Excelsior                  | Zonder club                | Transfervrij    |
| Zakaria Aboukhlal        | Marokko          | AZ                         | Toulouse FC                | € 2.000.000     |
| Bobby Adekanye           | Nederland        | SS Lazio                   | Go Ahead Eagles            | Transfervrij    |
| Luuk Admiraal            | Nederland        | Excelsior                  | SV Spakenburg              | Gehuurd         |
| Ali Akman                | Turkije          | N.E.C.                     | Eintracht Frankfurt        | Was gehuurd     |
| Nuri Emre Akşit          | Turkije          | Turgutluspor               | Fortuna Sittard            | Transfervrij    |
| Hamdi Akujobi            | Nederland        | sc Heerenveen              | Almere City FC             | Transfervrij    |
| Norbert Alblas           | Nederland        | TOP Oss                    | Excelsior                  | Onbekend bedrag |
| Hussein Ali              | Zweden           | Örebro SK                  | sc Heerenveen              | Onbekend bedrag |
| Pontus Almqvist          | Zweden           | FC Utrecht                 | FK Rostov                  | Was gehuurd     |
| Jamal Amofa              | Nederland        | ADO Den Haag               | Go Ahead Eagles            | Transfervrij    |
| Martin Angha             | Zwitserland      | Fortuna Sittard            | Al-Adalah FC               | Transfervrij    |
| Antony                   | Brazilië         | AFC Ajax                   | Manchester United          | € 95.000.000    |
| Mitch Apau               | Nederland        | FC Emmen                   | Telstar                    | Transfervrij    |
| Carlens Arcus            | Haïti            | AJ Auxerre                 | Vitesse                    | Transfervrij    |
| Fredrik Aursnes          | Noorwegen        | Feyenoord                  | SL Benfica                 | € 13.000.000    |
| Maxime Awoudja           | Duitsland        | VfB Stuttgart              | Excelsior                  | Transfervrij    |
| Yassin Ayoub             | Marokko          | Panathinaikos              | Excelsior                  | Transfervrij    |
| Marouan Azarkan          | Nederland        | Excelsior                  | Feyenoord                  | Was gehuurd     |
| Marouan Azarkan          | Nederland        | Feyenoord                  | Excelsior                  | Gehuurd         |
| Ayman Azhil              | Marokko          | RKC Waalwijk               | Bayer 04 Leverkusen        | Was gehuurd     |
| Thibo Baeten             | België           | Torino FC                  | N.E.C.                     | Was gehuurd     |
| Thibo Baeten             | België           | N.E.C.                     | Beerschot VA               | Gehuurd         |
| Samy Baghdadi            | Frankrijk        | Fortuna Sittard            | USL Dunkerque              | Onbekend bedrag |
| Yunus Bahadır            | Turkije          | PSV                        | Alanyaspor                 | Transfervrij    |
| Zakaria Bakkali          | Marokko          | RSC Anderlecht             | RKC Waalwijk               | Transfervrij    |
| Mees Bakker              | Nederland        | AZ                         | De Graafschap              | Gehuurd         |
| Nick Bakker              | Nederland        | sc Heerenveen              | Al-Arabi                   | Transfervrij    |
| Aliou Baldé              | Senegal          | SK Beveren                 | Feyenoord                  | Was gehuurd     |
| Aliou Baldé              | Senegal          | Feyenoord                  | FC Dordrecht               | Gehuurd         |
| Andri Baldursson         | IJsland          | Bologna FC                 | N.E.C.                     | Gehuurd         |
| Remco Balk               | Nederland        | FC Utrecht                 | SC Cambuur                 | Gehuurd         |
| Hassane Bandé            | Burkina Faso     | AFC Ajax                   | Amiens SC                  | Onbekend bedrag |
| Naoufal Bannis           | Marokko          | NAC Breda                  | Feyenoord                  | Was gehuurd     |
| Naoufal Bannis           | Marokko          | Feyenoord                  | FC Eindhoven               | Gehuurd         |
| Vasilios Barkas          | Griekenland      | Celtic FC                  | FC Utrecht                 | Gehuurd         |
| Édgar Barreto            | Paraguay         | N.E.C.                     | Einde carrière             | Gestopt         |
| Calvin Bassey            | Nigeria          | Rangers FC                 | AFC Ajax                   | € 23.000.000    |
| Cole Bassett             | Verenigde Staten | Feyenoord                  | Colorado Rapids            | Was gehuurd     |
| Cole Bassett             | Verenigde Staten | Colorado Rapids            | Fortuna Sittard            | Gehuurd         |
| Riechedly Bazoer         | Nederland        | Vitesse                    | AZ                         | Transfervrij    |
| Thomas Beekman           | Nederland        | Helmond Sport              | N.E.C.                     | Was gehuurd     |
| Thomas Beekman           | Nederland        | N.E.C.                     | TOP Oss                    | Transfervrij    |
| Jim Beers                | Nederland        | FC Volendam                | Quick Boys                 | Transfervrij    |
| Mike van Beijnen         | Nederland        | FC Den Bosch               | Fortuna Sittard            | Was gehuurd     |
| Samir Ben Sallam         | Nederland        | FC Volendam                | Karmiotissa FC             | Transfervrij    |
| Benaissa Benamar         | Marokko          | FC Volendam                | FC Utrecht                 | Was gehuurd     |
| Benaissa Benamar         | Marokko          | FC Utrecht                 | FC Volendam                | Onbekend bedrag |
| Walter Benítez           | Argentinië       | OGC Nice                   | PSV                        | Transfervrij    |
| Charlison Benschop       | Curaçao          | Fortuna Sittard            | De Graafschap              | Transfervrij    |
| Davy van den Berg        | Nederland        | Roda JC Kerkrade           | FC Utrecht                 | Was gehuurd     |
| Davy van den Berg        | Nederland        | FC Utrecht                 | PEC Zwolle                 | Onbekend bedrag |
| Léon Bergsma             | Nederland        | FC Aarau                   | SC Cambuur                 | Onbekend bedrag |
| Emil Bergström           | Zweden           | Willem II                  | FC Utrecht                 | Was gehuurd     |
| Emil Bergström           | Zweden           | FC Utrecht                 | Zonder club                | Transfervrij    |
| Steven Bergwijn          | Nederland        | Tottenham Hotspur          | AFC Ajax                   | € 31.250.000    |
| Tom Beugelsdijk          | Nederland        | Sparta Rotterdam           | Helmond Sport              | Transfervrij    |
| Bartosz Białek           | Polen            | VfL Wolfsburg              | Vitesse                    | Gehuurd         |
| Mika Biereth             | Denemarken       | Arsenal FC                 | RKC Waalwijk               | Gehuurd         |
| Peet Bijen               | Nederland        | FC Emmen                   | Einde carrière             | Gestopt         |
| Teun Bijleveld           | Nederland        | FC Emmen                   | Roda JC Kerkrade           | Onbekend bedrag |
| Fredrik Bjørkan          | Noorwegen        | Hertha BSC                 | Feyenoord                  | Gehuurd         |
| Xander Blomme            | België           | Club Brugge                | Go Ahead Eagles            | Transfervrij    |
| Koen Blommestijn         | Nederland        | FC Volendam                | Telstar                    | Gehuurd         |
| Melayro Bogarde          | Nederland        | FC Groningen               | TSG 1899 Hoffenheim        | Was gehuurd     |
| Wilfried Bony            | Ivoorkust        | N.E.C.                     | Zonder club                | Transfervrij    |
| Taylor Booth             | Verenigde Staten | Bayern München             | FC Utrecht                 | Transfervrij    |
| Jesse Bosch              | Nederland        | FC Twente                  | Willem II                  | Transfervrij    |
| Jordan Botaka            | Congo-Kinshasa   | Fortuna Sittard            | KAA Gent                   | Was gehuurd     |
| Giannis Fivos Botos      | Griekenland      | Go Ahead Eagles            | AEK Athene                 | Was gehuurd     |
| Mohamed Bouchouari       | België           | RSC Anderlecht             | FC Emmen                   | Gehuurd         |
| Can Bozdoğan             | Duitsland        | Schalke 04                 | FC Utrecht                 | Gehuurd         |
| Róbert Boženík           | Slowakije        | Fortuna Düsseldorf         | Feyenoord                  | Was gehuurd     |
| Róbert Boženík           | Slowakije        | Feyenoord                  | Boavista FC                | Gehuurd         |
| Jarrad Branthwaite       | Engeland         | Everton FC                 | PSV                        | Gehuurd         |
| Brian Brobbey            | Nederland        | AFC Ajax                   | RB Leipzig                 | Was gehuurd     |
| Brian Brobbey            | Nederland        | RB Leipzig                 | AFC Ajax                   | € 16.350.000    |
| Michael Brouwer          | Nederland        | FC Emmen                   | Heracles Almelo            | Was gehuurd     |
| Luuk Brouwers            | Nederland        | Go Ahead Eagles            | FC Utrecht                 | € 750.000       |
| Bruma                    | Portugal         | PSV                        | Fenerbahçe                 | Gehuurd         |
| Charles-Andreas Brym     | Canada           | FC Eindhoven               | Sparta Rotterdam           | € 250.000       |
| Charles-Andreas Brym     | Canada           | Sparta Rotterdam           | FC Eindhoven               | Gehuurd         |
| Kevin Bukusu             | Angola           | Helmond Sport              | N.E.C.                     | Was gehuurd     |
| Kevin Bukusu             | Angola           | N.E.C.                     | Wolfsberger AC             | Transfervrij    |
| Ezequiel Bullaude        | Argentinië       | Godoy Cruz                 | Feyenoord                  | € 2.000.000     |
| Alexander Büttner        | Nederland        | RKC Waalwijk               | De Graafschap              | Transfervrij    |
| Marc Cardona             | Spanje           | Go Ahead Eagles            | CA Osasuna                 | Was gehuurd     |
| Yiğit Emre Çeltik        | Turkije          | Podbeskidzie Bielsko-Biała | Fortuna Sittard            | Was gehuurd     |
| Yiğit Emre Çeltik        | Turkije          | Fortuna Sittard            | Podbeskidzie Bielsko-Biała | Onbekend bedrag |
| Michael Chacón           | Nederland        | Excelsior                  | Helmond Sport              | Gehuurd         |
| Jasper Cillessen         | Nederland        | Valencia CF                | N.E.C.                     | € 1.000.000     |
| Pelle Clement            | Nederland        | PEC Zwolle                 | RKC Waalwijk               | Transfervrij    |
| Valentin Cojocaru        | Roemenië         | Feyenoord                  | SK Dnipro-1                | Was gehuurd     |
| Antoine Colassin         | België           | RSC Anderlecht             | sc Heerenveen              | Gehuurd         |
| Francisco Conceição      | Portugal         | FC Porto                   | AFC Ajax                   | € 5.000.000     |
| Christian Conteh         | Duitsland        | FC Dordrecht               | Feyenoord                  | Was gehuurd     |
| Christian Conteh         | Duitsland        | Feyenoord                  | Dynamo Dresden             | Gehuurd         |
| Iñigo Córdoba            | Spanje           | Go Ahead Eagles            | Athletic Bilbao            | Was gehuurd     |
| Iñigo Córdoba            | Spanje           | Athletic Bilbao            | Fortuna Sittard            | Transfervrij    |
| Sam Crowther             | Nederland        | Go Ahead Eagles            | Victoria Rosport           | Transfervrij    |
| Gabriël Çulhacı          | Nederland        | FC Utrecht                 | Helmond Sport              | Transfervrij    |
| Thijs Dallinga           | Nederland        | Excelsior                  | Toulouse FC                | € 2.500.000     |
| Adrián Dalmau            | Spanje           | Sparta Rotterdam           | AD Alcorcón                | Transfervrij    |
| Wessel Dammers           | Nederland        | Willem II                  | FC Groningen               | Was gehuurd     |
| Wessel Dammers           | Nederland        | FC Groningen               | Willem II                  | Onbekend bedrag |
| Lennerd Daneels          | België           | RKC Waalwijk               | Roda JC Kerkrade           | Transfervrij    |
| Danilo                   | Brazilië         | AFC Ajax                   | Feyenoord                  | Transfervrij    |
| Mohamed Daramy           | Denemarken       | AFC Ajax                   | FC Kopenhagen              | Gehuurd         |
| Oussama Darfalou         | Algerije         | PEC Zwolle                 | Vitesse                    | Was gehuurd     |
| Oussama Darfalou         | Algerije         | Vitesse                    | Maghreb Fez                | Transfervrij    |
| Eli Dasa                 | Israël           | Vitesse                    | Dinamo Moskou              | Transfervrij    |
| Maxime Delanghe          | België           | PSV                        | Lierse Kempenzonen         | Onbekend bedrag |
| Cyriel Dessers           | Nigeria          | Feyenoord                  | KRC Genk                   | Was gehuurd     |
| Boy Deul                 | Curaçao          | FC Volendam                | Zonder club                | Transfervrij    |
| Mark Diemers             | Nederland        | Hannover 96                | Feyenoord                  | Was gehuurd     |
| Mark Diemers             | Nederland        | Feyenoord                  | FC Emmen                   | Gehuurd         |
| Javairô Dilrosun         | Nederland        | Hertha BSC                 | Feyenoord                  | € 4.000.000     |
| Landry Dimata            | België           | RCD Espanyol               | N.E.C.                     | Gehuurd         |
| Sem Dirks                | Nederland        | AZ                         | VVV-Venlo                  | Onbekend bedrag |
| Ritsu Doan               | Japan            | PSV                        | SC Freiburg                | € 8.500.000     |
| Danilho Doekhi           | Nederland        | Vitesse                    | Union Berlin               | Transfervrij    |
| Jacky Donkor             | België           | FC Dordrecht               | Excelsior                  | Onbekend bedrag |
| Nick Doodeman            | Nederland        | SC Cambuur                 | Willem II                  | Onbekend bedrag |
| Felix Dornebusch         | Duitsland        | Fortuna Sittard            | Zonder club                | Transfervrij    |
| Bas Dost                 | Nederland        | Club Brugge                | FC Utrecht                 | Transfervrij    |
| Terrence Douglas         | Nederland        | AFC Ajax                   | Roda JC Kerkrade           | Onbekend bedrag |
| Ibrahim Drešević         | Kosovo           | sc Heerenveen              | Fatih Karagümrük           | Transfervrij    |
| Ferdy Druijf             | Nederland        | Rapid Wien                 | AZ                         | Was gehuurd     |
| Ferdy Druijf             | Nederland        | AZ                         | Rapid Wien                 | € 1.000.000     |
| Mikkel Duelund           | Denemarken       | N.E.C.                     | Dynamo Kiev                | Was gehuurd     |
| Mikkel Duelund           | Denemarken       | Dynamo Kiev                | N.E.C.                     | Gehuurd         |
| Jelle Duin               | Nederland        | AZ                         | Aarhus GF                  | Gehuurd         |
| Mike van Duinen          | Nederland        | OFI Kreta                  | Excelsior                  | Transfervrij    |
| Modeste Duku             | Frankrijk        | Excelsior                  | FC Bastia-Borgo            | Transfervrij    |
| Quiermo Dumay            | Nederland        | Go Ahead Eagles            | GVVV                       | Transfervrij    |
| Riza Durmisi             | Denemarken       | Sparta Rotterdam           | SS Lazio                   | Was gehuurd     |
| Zakaria Eddahchouri      | Nederland        | Go Ahead Eagles            | Koninklijke HFC            | Transfervrij    |
| Oliver Edvardsen         | Noorwegen        | Stabæk Fotball             | Go Ahead Eagles            | Onbekend bedrag |
| Mike Eerdhuijzen         | Nederland        | FC Volendam                | Sparta Rotterdam           | Transfervrij    |
| Rens van Eijden          | Nederland        | N.E.C.                     | Einde carrière             | Gestopt         |
| Carel Eiting             | Nederland        | Huddersfield Town          | FC Volendam                | Transfervrij    |
| Rayan El Azrak           | Nederland        | VVV-Venlo                  | FC Utrecht                 | Was gehuurd     |
| Rayan El Azrak           | Nederland        | FC Utrecht                 | Zonder club                | Transfervrij    |
| Oussama El Azzouzi       | Marokko          | FC Emmen                   | Union Sint-Gillis          | Onbekend bedrag |
| Achraf El Bouchataoui    | Nederland        | RKC Waalwijk               | Feyenoord                  | Was gehuurd     |
| Achraf El Bouchataoui    | Nederland        | Feyenoord                  | KMSK Deinze                | Transfervrij    |
| Anwar El Ghazi           | Nederland        | Aston Villa                | PSV                        | € 2.500.000     |
| Mohamed El Hankouri      | Marokko          | FC Groningen               | 1. FC Magdeburg            | Transfervrij    |
| Issam El Maach           | Marokko          | RKC Waalwijk               | FC Twente                  | Transfervrij    |
| Ahmed El Messaoudi       | Marokko          | Gaziantep FK               | FC Emmen                   | Transfervrij    |
| Urby Emanuelson          | Nederland        | FC Utrecht                 | Zonder club                | Transfervrij    |
| Úmaro Embaló             | Portugal         | SL Benfica                 | Fortuna Sittard            | € 1.000.000     |
| Doğan Erdoğan            | Turkije          | Gaziantep FK               | Fortuna Sittard            | Transfervrij    |
| Adrian Fein              | Duitsland        | Bayern München             | Excelsior                  | Transfervrij    |
| Kevin Felida             | Curaçao          | FC Den Bosch               | RKC Waalwijk               | Transfervrij    |
| Rashaan Fernandes        | Nederland        | Telstar                    | Go Ahead Eagles            | Transfervrij    |
| Ferro                    | Portugal         | SL Benfica                 | Vitesse                    | Gehuurd         |
| Ryan Flamingo            | Nederland        | US Sassuolo                | Vitesse                    | Gehuurd         |
| Zian Flemming            | Nederland        | Fortuna Sittard            | Millwall FC                | € 2.500.000     |
| José Fontán              | Spanje           | Celta de Vigo              | Go Ahead Eagles            | Gehuurd         |
| Yann Gboho               | Frankrijk        | Vitesse                    | Stade Rennais              | Was gehuurd     |
| Bo Geens                 | België           | Excelsior                  | Zonder club                | Transfervrij    |
| Liam van Gelderen        | Nederland        | AFC Ajax                   | FC Groningen               | € 450.000       |
| Santiago Giménez         | Mexico           | Cruz Azul                  | Feyenoord                  | € 4.000.000     |
| Giovanni                 | Brazilië         | Telstar                    | AFC Ajax                   | Was gehuurd     |
| Mario Götze              | Duitsland        | PSV                        | Eintracht Frankfurt        | € 3.000.000     |
| Kenzo Goudmijn           | Nederland        | Excelsior                  | AZ                         | Was gehuurd     |
| Kenzo Goudmijn           | Nederland        | AZ                         | Excelsior                  | Gehuurd         |
| Ennio van der Gouw       | Nederland        | FC Twente                  | VVV-Venlo                  | Transfervrij    |
| Ryan Gravenberch         | Nederland        | AFC Ajax                   | Bayern München             | € 18.500.000    |
| Adrian Grbić             | Oostenrijk       | Vitesse                    | FC Lorient                 | Was gehuurd     |
| Florian Grillitsch       | Oostenrijk       | TSG 1899 Hoffenheim        | AFC Ajax                   | Transfervrij    |
| Indy Groothuizen         | Nederland        | FC Emmen                   | Zonder club                | Transfervrij    |
| Metehan Güçlü            | Turkije          | FC Emmen                   | Stade Rennais              | Was gehuurd     |
| Metehan Güçlü            | Turkije          | Stade Rennais              | FC Emmen                   | Transfervrij    |
| Simon Gustafson          | Zweden           | FC Utrecht                 | BK Häcken                  | Transfervrij    |
| Diego Gustavo            | Brazilië         | Laranja Mecânica           | FC Volendam                | Transfervrij    |
| Rodrigo Guth             | Brazilië         | N.E.C.                     | Atalanta Bergamo           | Was gehuurd     |
| Rodrigo Guth             | Brazilië         | Atalanta Bergamo           | Fortuna Sittard            | € 1.100.000     |
| Jonathan de Guzman       | Nederland        | OFI Kreta                  | Sparta Rotterdam           | Transfervrij    |
| Denzel Hall              | Nederland        | Feyenoord                  | ADO Den Haag               | Gehuurd         |
| Sébastien Haller         | Ivoorkust        | AFC Ajax                   | Borussia Dortmund          | € 31.000.000    |
| Dávid Hancko             | Slowakije        | Sparta Praag               | Feyenoord                  | € 6.000.000     |
| Abdou Harroui            | Marokko          | US Sassuolo                | Sparta Rotterdam           | Was gehuurd     |
| Abdou Harroui            | Marokko          | Sparta Rotterdam           | US Sassuolo                | € 1.000.000     |
| Mickey van der Hart      | Nederland        | Lech Poznán                | FC Emmen                   | Transfervrij    |
| Lennard Hartjes          | Nederland        | Feyenoord                  | Roda JC Kerkrade           | Gehuurd         |
| Arjen van der Heide      | Nederland        | sc Heerenveen              | Roda JC Kerkrade           | Transfervrij    |
| Ogechika Heil            | Duitsland        | Go Ahead Eagles            | Hamburger SV               | Was gehuurd     |
| Jeremy Helmer            | Nederland        | AZ                         | Zonder club                | Transfervrij    |
| Ramon Hendriks           | Nederland        | Feyenoord                  | FC Utrecht                 | Gehuurd         |
| Sam Hendriks             | Nederland        | De Graafschap              | SC Cambuur                 | Was gehuurd     |
| Sam Hendriks             | Nederland        | SC Cambuur                 | Olympiakos Nicosia         | Transfervrij    |
| Jorrit Hendrix           | Nederland        | Feyenoord                  | Spartak Moskou             | Was gehuurd     |
| Nick Hengelman           | Nederland        | Go Ahead Eagles            | Zonder club                | Transfervrij    |
| Enrico Hernández         | El Salvador      | Vitesse                    | FC Cartagena               | Transfervrij    |
| Michaël Heylen           | België           | Sparta Rotterdam           | FC Emmen                   | Transfervrij    |
| Rio Hillen               | Nederland        | AFC Ajax                   | De Graafschap              | Transfervrij    |
| John Hilton              | Verenigde Staten | FC Volendam                | Koninklijke HFC            | Transfervrij    |
| Bart van Hintum          | Nederland        | FC Groningen               | PEC Zwolle                 | Transfervrij    |
| Bob van der Hoek         | Nederland        | Koninklijke HFC            | Fortuna Sittard            | Transfervrij    |
| Ki-Jana Hoever           | Nederland        | Wolverhampton Wanderers    | PSV                        | Gehuurd         |
| Willem Hoffrogge         | Duitsland        | FC Emmen                   | Atlas Delmenhorst          | Transfervrij    |
| Sydney van Hooijdonk     | Nederland        | sc Heerenveen              | Bologna FC                 | Was gehuurd     |
| Sydney van Hooijdonk     | Nederland        | Bologna FC                 | sc Heerenveen              | Gehuurd         |
| Mike van der Hoorn       | Nederland        | FC Utrecht                 | Arminia Bielefeld          | Was gehuurd     |
| Mike van der Hoorn       | Nederland        | Arminia Bielefeld          | FC Utrecht                 | € 150.000       |
| Daan Huisman             | Nederland        | Vitesse                    | VVV-Venlo                  | Gehuurd         |
| Oussama Idrissi          | Marokko          | Sevilla FC                 | Feyenoord                  | Gehuurd         |
| Laurent Jans             | Luxemburg        | Sparta Rotterdam           | Waldhof Mannheim           | Onbekend bedrag |
| Thijs Jansen             | Nederland        | Feyenoord                  | TOP Oss                    | Gehuurd         |
| Willem Janssen           | Nederland        | FC Utrecht                 | Einde carrière             | Gestopt         |
| Ryan Johansson           | Ierland          | Fortuna Sittard            | Sevilla FC                 | Was gehuurd     |
| Luuk de Jong             | Nederland        | Sevilla FC                 | PSV                        | € 3.000.000     |
| Siem de Jong             | Nederland        | sc Heerenveen              | De Graafschap              | Transfervrij    |
| Patrick Joosten          | Nederland        | SC Cambuur                 | FC Groningen               | Was gehuurd     |
| Patrick Joosten          | Nederland        | FC Groningen               | Apollon Limasol            | Onbekend bedrag |
| Florian Jozefzoon        | Suriname         | US Quevilly-Rouen          | RKC Waalwijk               | Transfervrij    |
| Daniël van Kaam          | Nederland        | FC Groningen               | SC Cambuur                 | Onbekend bedrag |
| Joël van Kaam            | Nederland        | FC Emmen                   | FC Groningen               | Was gehuurd     |
| Martijn Kaars            | Nederland        | FC Volendam                | Helmond Sport              | Transfervrij    |
| Issa Kallon              | Sierra Leone     | SC Cambuur                 | Shanghai Port FC           | Transfervrij    |
| Joeri de Kamps           | Nederland        | Sparta Rotterdam           | Slovan Bratislava          | Was gehuurd     |
| Ahmetcan Kaplan          | Turkije          | Trabzonspor                | AFC Ajax                   | € 9.500.000     |
| Arian Kastrati           | Kosovo           | MVV Maastricht             | Fortuna Sittard            | Was gehuurd     |
| Arian Kastrati           | Kosovo           | Fortuna Sittard            | SC Farense                 | Transfervrij    |
| Joey Kesting             | Nederland        | PEC Zwolle                 | RKC Waalwijk               | Transfervrij    |
| Reda Kharchouch          | Nederland        | FC Emmen                   | Sparta Rotterdam           | Was gehuurd     |
| Reda Kharchouch          | Nederland        | Sparta Rotterdam           | Excelsior                  | Onbekend bedrag |
| Maikel Kieftenbeld       | Nederland        | Millwall FC                | FC Emmen                   | Transfervrij    |
| Tamás Kiss               | Hongarije        | SC Cambuur                 | Puskás Akadémia FC         | Was gehuurd     |
| Joshua Kitolano          | Noorwegen        | Odds BK                    | Sparta Rotterdam           | € 610.000       |
| Mathias Kjølø            | Noorwegen        | PSV                        | FC Twente                  | Onbekend bedrag |
| Sean Klaiber             | Suriname         | AFC Ajax                   | FC Utrecht                 | Transfervrij    |
| Mats Köhlert             | Duitsland        | Willem II                  | sc Heerenveen              | Transfervrij    |
| Dominik Kotarski         | Kroatië          | HNK Gorica                 | AFC Ajax                   | Was gehuurd     |
| Dominik Kotarski         | Kroatië          | AFC Ajax                   | HNK Gorica                 | € 1.000.000     |
| Ruben van Kouwen         | Nederland        | MVV Maastricht             | Fortuna Sittard            | Was gehuurd     |
| Ruben van Kouwen         | Nederland        | Fortuna Sittard            | GVVV                       | Transfervrij    |
| Kacper Kozlowski         | Polen            | Brighton & Hove Albion     | Vitesse                    | Gehuurd         |
| Joris Kramer             | Nederland        | Go Ahead Eagles            | AZ                         | Was gehuurd     |
| Joris Kramer             | Nederland        | AZ                         | N.E.C.                     | Onbekend bedrag |
| Sjors Kramer             | Nederland        | FC Volendam                | Zonder club                | Transfervrij    |
| Jaimy Kroesen            | Nederland        | sc Heerenveen              | Feyenoord                  | Transfervrij    |
| Florian Krüger           | Duitsland        | Arminia Bielefeld          | FC Groningen               | € 1.300.000     |
| Zakaria Labyad           | Marokko          | AFC Ajax                   | Zonder club                | Transfervrij    |
| Delano Ladan             | Nederland        | Feyenoord                  | TOP Oss                    | Transfervrij    |
| Mayckel Lahdo            | Zweden           | Hammarby IF                | AZ                         | € 600.000       |
| Toshio Lake              | Nederland        | MVV Maastricht             | Fortuna Sittard            | Was gehuurd     |
| Toshio Lake              | Nederland        | Fortuna Sittard            | TOP Oss                    | Transfervrij    |
| Jeffrey de Lange         | Nederland        | FC Twente                  | Go Ahead Eagles            | Onbekend bedrag |
| Jørgen Strand Larsen     | Noorwegen        | FC Groningen               | Celta de Vigo              | € 12.400.000    |
| Tobias Lauritsen         | Noorwegen        | Odds BK                    | Sparta Rotterdam           | € 450.000       |
| Brend Leeflang           | Nederland        | Vitesse                    | TOP Oss                    | Transfervrij    |
| Benjamin van Leer        | Nederland        | Sparta Rotterdam           | Zonder club                | Transfervrij    |
| Michael de Leeuw         | Nederland        | FC Groningen               | Willem II                  | € 40.000        |
| Thijs van Leeuwen        | Nederland        | Almere City FC             | FC Twente                  | Was gehuurd     |
| Julian Lelieveld         | Nederland        | De Graafschap              | RKC Waalwijk               | Transfervrij    |
| Timo Letschert           | Nederland        | AZ                         | Zonder club                | Transfervrij    |
| Lazaros Lamprou          | Griekenland      | PAOK Saloniki              | Excelsior                  | € 450.000       |
| Terry Lartey Sanniez     | Nederland        | NK Celje                   | N.E.C.                     | Transfervrij    |
| Enric Llansana           | Nederland        | AFC Ajax                   | Go Ahead Eagles            | Onbekend bedrag |
| Dimitris Limnios         | Griekenland      | FC Twente                  | 1. FC Köln                 | Was gehuurd     |
| Bryan Linssen            | Nederland        | Feyenoord                  | Urawa Red Diamonds         | € 1.300.000     |
| Julen Lobete             | Spanje           | Celta de Vigo              | RKC Waalwijk               | Gehuurd         |
| Jason Lokilo             | België           | Górnik Łęczna              | Sparta Rotterdam           | Onbekend bedrag |
| Nigel Lonwijk            | Nederland        | Fortuna Sittard            | Wolverhampton Wanderers    | Was gehuurd     |
| Marcos López             | Peru             | San Jose Earthquakes       | Feyenoord                  | € 1.200.000     |
| Boyd Lucassen            | Nederland        | Go Ahead Eagles            | NAC Breda                  | Transfervrij    |
| Lorenzo Lucca            | Italië           | Pisa SC                    | AFC Ajax                   | Gehuurd         |
| Derrick Luckassen        | Nederland        | Fatih Karagümrük           | PSV                        | Was gehuurd     |
| Derrick Luckassen        | Nederland        | PSV                        | Maccabi Tel Aviv           | Onbekend bedrag |
| Luis Felipe              | Brazilië         | PSV                        | Cruzeiro EC                | Transfervrij    |
| Ramon Pascal Lundqvist   | Zweden           | Panathinaikos              | FC Groningen               | Was gehuurd     |
| Isak Dybvik Määttä       | Noorwegen        | Aalesunds FK               | FC Groningen               | € 1.200.000     |
| Nicolas Madsen           | Denemarken       | sc Heerenveen              | FC Midtjylland             | Was gehuurd     |
| Naoki Maeda              | Japan            | FC Utrecht                 | Nagoya Grampus             | Was gehuurd     |
| Naoki Maeda              | Japan            | Nagoya Grampus             | FC Utrecht                 | Gehuurd         |
| Lisandro Magallán        | Argentinië       | RSC Anderlecht             | AFC Ajax                   | Was gehuurd     |
| Tyrell Malacia           | Nederland        | Feyenoord                  | Manchester United          | € 15.000.000    |
| Felix Mambimbi           | Zwitserland      | BSC Young Boys             | SC Cambuur                 | Gehuurd         |
| Adam Maher               | Nederland        | FC Utrecht                 | Damac FC                   | € 1.800.000     |
| Mohamed Mallahi          | Nederland        | FC Utrecht                 | Roda JC Kerkrade           | Gehuurd         |
| Richonell Margaret       | Nederland        | AZ                         | Zonder club                | Transfervrij    |
| Jahnoah Markelo          | Nederland        | Zonder club                | Go Ahead Eagles            | Transfervrij    |
| Nathan Markelo           | Curaçao          | PSV                        | Excelsior                  | Transfervrij    |
| Pedro Marques            | Portugal         | Sporting CP                | N.E.C.                     | Transfervrij    |
| Cuco Martina             | Curaçao          | Go Ahead Eagles            | Zonder club                | Transfervrij    |
| Lisandro Martínez        | Argentinië       | AFC Ajax                   | Manchester United          | € 57.370.000    |
| Giannis Masouras         | Griekenland      | Sparta Rotterdam           | Olympiakos Piraeus         | Was gehuurd     |
| Noussair Mazraoui        | Marokko          | AFC Ajax                   | Bayern München             | Transfervrij    |
| Xavier Mbuyamba          | Nederland        | Chelsea FC                 | FC Volendam                | Onbekend bedrag |
| Bjorn Meijer             | Nederland        | FC Groningen               | Club Brugge                | € 6.000.000     |
| Melle Meulensteen        | Nederland        | RKC Waalwijk               | Vitesse                    | € 1.000.000     |
| Fredrik Midtsjø          | Noorwegen        | AZ                         | Galatasaray                | € 3.500.000     |
| Leonel Miguel            | Nederland        | FC Emmen                   | Zonder club                | Transfervrij    |
| David Min                | Nederland        | RKC Waalwijk               | Telstar                    | Gehuurd         |
| Sylian Mokono            | Nederland        | FC Utrecht                 | Heracles Almelo            | Onbekend bedrag |
| Alex Mortensen           | Zweden           | FC Groningen               | Kalmar FF                  | Was gehuurd     |
| Alex Mortensen           | Zweden           | Kalmar FF                  | FC Groningen               | € 58.000        |
| Erwin Mulder             | Nederland        | sc Heerenveen              | Go Ahead Eagles            | Transfervrij    |
| Jacob Mulenga            | Zambia           | Go Ahead Eagles            | Einde carrière             | Gestopt         |
| Vincent Müller           | Duitsland        | PSV                        | MSV Duisburg               | Transfervrij    |
| Anthony Musaba           | Nederland        | sc Heerenveen              | AS Monaco                  | Was gehuurd     |
| Richie Musaba            | Nederland        | Fortuna Sittard            | TOP Oss                    | Gehuurd         |
| Nordin Musampa           | Nederland        | AFC Ajax                   | FC Groningen               | Transfervrij    |
| Yvon Mvogo               | Zwitserland      | PSV                        | RB Leipzig                 | Was gehuurd     |
| Younes Namli             | Denemarken       | Sparta Rotterdam           | FK Krasnodar               | Was gehuurd     |
| Younes Namli             | Denemarken       | FK Krasnodar               | Sparta Rotterdam           | Transfervrij    |
| Reiss Nelson             | Engeland         | Feyenoord                  | Arsenal FC                 | Was gehuurd     |
| Reuven Niemeijer         | Nederland        | Excelsior                  | Brescia Calcio             | Transfervrij    |
| Andries Noppert          | Nederland        | Go Ahead Eagles            | sc Heerenveen              | Transfervrij    |
| Lucas Ocampos            | Argentinië       | Sevilla FC                 | AFC Ajax                   | Gehuurd         |
| Cas Odenthal             | Nederland        | N.E.C.                     | Como 1907                  | Transfervrij    |
| Jens Odgaard             | Denemarken       | RKC Waalwijk               | Sassuolo                   | Was gehuurd     |
| Jens Odgaard             | Denemarken       | Sassuolo                   | AZ                         | € 3.590.000     |
| Eric Oelschlägel         | Duitsland        | FC Utrecht                 | FC Emmen                   | Transfervrij    |
| Jonathan Okita           | Congo-Kinshasa   | N.E.C.                     | FC Zürich                  | Transfervrij    |
| Maduka Okoye             | Nigeria          | Sparta Rotterdam           | Watford FC                 | Was gehuurd     |
| Nick Olij                | Nederland        | NAC Breda                  | Sparta Rotterdam           | Onbekend bedrag |
| Simon Olsson             | Zweden           | IF Elfsborg                | sc Heerenveen              | € 1.300.000     |
| André Onana              | Kameroen         | AFC Ajax                   | Internazionale             | Transfervrij    |
| Peter van Ooijen         | Nederland        | FC Emmen                   | Helmond Sport              | Transfervrij    |
| Jayden Oosterwolde       | Nederland        | Parma Calcio               | FC Twente                  | Was gehuurd     |
| Jayden Oosterwolde       | Nederland        | FC Twente                  | Parma Calcio               | € 3.000.000     |
| Loïs Openda              | België           | Vitesse                    | Club Brugge                | Was gehuurd     |
| Ragnar Oratmangoen       | Nederland        | Go Ahead Eagles            | FC Groningen               | Onbekend bedrag |
| Gaetano Oristanio        | Italië           | FC Volendam                | Internazionale             | Was gehuurd     |
| Gaetano Oristanio        | Italië           | Internazionale             | FC Volendam                | Gehuurd         |
| Brandon Ormonde-Ottewill | Engeland         | Excelsior                  | Zonder club                | Transfervrij    |
| Dominik Oroz             | Kroatië          | Vitesse                    | Sturm Graz                 | Gehuurd         |
| Thomas Ouwejan           | Nederland        | Schalke 04                 | AZ                         | Was gehuurd     |
| Thomas Ouwejan           | Nederland        | AZ                         | Schalke 04                 | € 1.000.000     |
| Joris van Overeem        | Nederland        | FC Utrecht                 | Maccabi Tel Aviv           | Transfervrij    |
| Oğuzhan Özyakup          | Turkije          | Beşiktaş JK                | Fortuna Sittard            | Transfervrij    |
| Fernando Pacheco         | Peru             | Sporting Cristal           | FC Emmen                   | Gehuurd         |
| Maarten Paes             | Nederland        | FC Dallas                  | FC Utrecht                 | Was gehuurd     |
| Maarten Paes             | Nederland        | FC Utrecht                 | FC Dallas                  | € 1.000.000     |
| Igor Paixão              | Brazilië         | Coritiba FC                | Feyenoord                  | € 5.000.000     |
| Ivor Pandur              | Kroatië          | Hellas Verona              | Fortuna Sittard            | Gehuurd         |
| Dyllandro Panka          | Nederland        | FC Volendam                | Quick Boys                 | Transfervrij    |
| Joey Pelupessy           | Nederland        | Giresunspor                | FC Groningen               | Transfervrij    |
| Ricardo Pepi             | Verenigde Staten | FC Augsburg                | FC Groningen               | Gehuurd         |
| Kik Pierie               | Nederland        | FC Twente                  | AFC Ajax                   | Was gehuurd     |
| Ivo Pinto                | Portugal         | Fortuna Sittard            | Dinamo Zagreb              | Was gehuurd     |
| Ivo Pinto                | Portugal         | Dinamo Zagreb              | Fortuna Sittard            | Transfervrij    |
| Alex Plat                | Nederland        | FC Volendam                | NAC Breda                  | Transfervrij    |
| Ronan Pluijmen           | Thailand         | Fortuna Sittard            | Muangthong United          | Onbekend bedrag |
| Romano Postema           | Nederland        | FC Groningen               | Roda JC Kerkrade           | Gehuurd         |
| Calvin Raatsie           | Nederland        | AFC Ajax                   | FC Utrecht                 | Transfervrij    |
| Jan Ras                  | Nederland        | sc Heerenveen              | SV Urk                     | Transfervrij    |
| Jacob Rasmussen          | Denemarken       | Vitesse                    | Fiorentina                 | Was gehuurd     |
| Jacob Rasmussen          | Denemarken       | Fiorentina                 | Feyenoord                  | Gehuurd         |
| Joshua Rawlins           | Australië        | Perth Glory                | FC Utrecht                 | Transfervrij    |
| Daishawn Redan           | Nederland        | Hertha BSC                 | FC Utrecht                 | Gehuurd         |
| Omar Rekik               | Tunesië          | Arsenal FC                 | Sparta Rotterdam           | Gehuurd         |
| Beau Reus                | Nederland        | AZ                         | SK Beveren                 | Onbekend bedrag |
| Ben Rienstra             | Nederland        | Fortuna Sittard            | Zonder club                | Transfervrij    |
| Godfried Roemeratoe      | Curaçao          | Willem II                  | FC Twente                  | Was gehuurd     |
| Godfried Roemeratoe      | Curaçao          | FC Twente                  | Hapoel Tel Aviv            | Transfervrij    |
| Maximiliano Romero       | Argentinië       | PSV                        | Racing Club de Avellaneda  | Gehuurd         |
| Frank Ross               | Schotland        | Go Ahead Eagles            | Zonder club                | Transfervrij    |
| Robbin Ruiter            | Nederland        | Zonder club                | SC Cambuur                 | Transfervrij    |
| Pedro Ruiz               | Spanje           | N.E.C.                     | Olympique de Marseille     | Was gehuurd     |
| Michal Sadílek           | Tsjechië         | FC Twente                  | PSV                        | Was gehuurd     |
| Michal Sadílek           | Tsjechië         | PSV                        | FC Twente                  | € 1.500.000     |
| Modibo Sagnan            | Frankrijk        | Real Sociedad              | FC Utrecht                 | Gehuurd         |
| Mohamed Sankoh           | Nederland        | VfB Stuttgart              | Vitesse                    | Gehuurd         |
| Koki Saito               | Japan            | Lommel SK                  | Sparta Rotterdam           | Gehuurd         |
| Anass Salah-Eddine       | Nederland        | AFC Ajax                   | FC Twente                  | Gehuurd         |
| Andreas Samaris          | Griekenland      | Fortuna Sittard            | Rio Ave FC                 | Transfervrij    |
| Shurandy Sambo           | Nederland        | PSV                        | Sparta Rotterdam           | Gehuurd         |
| Gonzalo Sánchez          | Peru             | Alianza Atlético           | FC Emmen                   | Transfervrij    |
| Jorge Sánchez            | Mexico           | Club América               | AFC Ajax                   | € 5.000.000     |
| Philippe Sandler         | Nederland        | Feyenoord                  | N.E.C.                     | Transfervrij    |
| Sávio                    | Brazilië         | Troyes AC                  | PSV                        | Gehuurd         |
| Kjell Scherpen           | Nederland        | Brighton & Hove Albion     | Vitesse                    | Gehuurd         |
| Youri Schoonderwaldt     | Nederland        | ADO Den Haag               | Sparta Rotterdam           | Transfervrij    |
| Erik Schouten            | Nederland        | SC Cambuur                 | Willem II                  | Transfervrij    |
| Sam Schreck              | Duitsland        | Erzgebirge Aue             | FC Groningen               | Was gehuurd     |
| Sam Schreck              | Duitsland        | FC Groningen               | Erzgebirge Aue             | Onbekend bedrag |
| Robin Schulte            | Nederland        | FC Volendam                | VV Katwijk                 | Transfervrij    |
| Job Schuurman            | Nederland        | Go Ahead Eagles            | Zonder club                | Transfervrij    |
| Perr Schuurs             | Nederland        | AFC Ajax                   | Torino FC                  | € 9.400.000     |
| Lisandro Semedo          | Kaapverdië       | Fortuna Sittard            | Radomiak Radom             | Transfervrij    |
| Marcos Senesi            | Argentinië       | Feyenoord                  | AFC Bournemouth            | € 15.000.000    |
| Rocco Robert Shein       | Estland          | FC Utrecht                 | Flora Tallinn              | Was gehuurd     |
| Rocco Robert Shein       | Estland          | Flora Tallinn              | FC Utrecht                 | Onbekend bedrag |
| Xavi Simons              | Nederland        | Paris Saint-Germain        | PSV                        | Transfervrij    |
| Luis Sinisterra          | Colombia         | Feyenoord                  | Leeds United               | € 25.000.000    |
| Stanislav Sjopov         | Bulgarije        | sc Heerenveen              | CSKA Sofia                 | Transfervrij    |
| Steven van der Sloot     | Nederland        | AFC Ajax                   | Schalke 04                 | Transfervrij    |
| Kian Slor                | Nederland        | FC Emmen                   | FC Groningen               | Was gehuurd     |
| Joep van der Sluijs      | Nederland        | N.E.C.                     | TOP Oss                    | Gehuurd         |
| Vasilios Sourlis         | Griekenland      | Olympiakos                 | Fortuna Sittard            | Gehuurd         |
| Sylla Sow                | Nederland        | Sheffield Wednesday        | Go Ahead Eagles            | Onbekend bedrag |
| Kamal Sowah              | Ghana            | AZ                         | Club Brugge                | Was gehuurd     |
| Filip Stanković          | Servië           | FC Volendam                | Internazionale             | Was gehuurd     |
| Filip Stanković          | Servië           | Internazionale             | FC Volendam                | Gehuurd         |
| Sem Steijn               | Nederland        | ADO Den Haag               | FC Twente                  | Transfervrij    |
| Filip Stevanović         | Servië           | sc Heerenveen              | Manchester City            | Was gehuurd     |
| Sonny Stevens            | Nederland        | SC Cambuur                 | OFI Kreta                  | Transfervrij    |
| Finn Stokkers            | Nederland        | RKC Waalwijk               | Go Ahead Eagles            | Transfervrij    |
| Sebastian Szymański      | Polen            | Dinamo Moskou              | Feyenoord                  | Gehuurd         |
| Mohamed Taabouni         | Nederland        | AZ                         | Feyenoord                  | Transfervrij    |
| Nicolás Tagliafico       | Argentinië       | AFC Ajax                   | Olympique Lyonnais         | € 4.200.000     |
| Oussama Tannane          | Marokko          | Göztepe SK                 | N.E.C.                     | Transfervrij    |
| Tesfaldet Tekie          | Zweden           | Fortuna Sittard            | Zonder club                | Transfervrij    |
| Jens Teunckens           | België           | Lierse Kempenzonen         | RKC Waalwijk               | Was gehuurd     |
| Jens Teunckens           | België           | RKC Waalwijk               | Lierse Kempenzonen         | Transfervrij    |
| Nigel Thomas             | Curaçao          | PSV                        | Paços de Ferreira          | Transfervrij    |
| Ryan Thomas              | Nieuw-Zeeland    | PSV                        | Zonder club                | Transfervrij    |
| Lennart Thy              | Duitsland        | Sparta Rotterdam           | PEC Zwolle                 | Transfervrij    |
| Guus Til                 | Nederland        | Feyenoord                  | Spartak Moskou             | Was gehuurd     |
| Guus Til                 | Nederland        | Spartak Moskou             | PSV                        | € 3.000.000     |
| Damian Timan             | Nederland        | PSV                        | SC Cambuur                 | Transfervrij    |
| Quinten Timber           | Nederland        | FC Utrecht                 | Feyenoord                  | € 7.400.000     |
| Alex Timossi Andersson   | Zweden           | Bayern München             | sc Heerenveen              | € 550.000       |
| Mickaël Tirpan           | België           | Fortuna Sittard            | Kasımpaşa SK               | Onbekend bedrag |
| Jens Toornstra           | Nederland        | Feyenoord                  | FC Utrecht                 | Transfervrij    |
| Ahmed Touba              | Algerije         | RKC Waalwijk               | Istanbul Başakşehir        | € 2.000.000     |
| Sebastian Tounekti       | Tunesië          | FC Groningen               | FK Bodø/Glimt              | Was gehuurd     |
| Cheick Touré             | Nederland        | PSV                        | Zonder club                | Transfervrij    |
| Giovanni Troupée         | Curaçao          | FC Twente                  | Zonder club                | Transfervrij    |
| Turan Tuzlacık           | Nederland        | Go Ahead Eagles            | Zonder club                | Transfervrij    |
| Przemysław Tytoń         | Polen            | AFC Ajax                   | FC Twente                  | Transfervrij    |
| Christos Tzolis          | Griekenland      | Norwich City FC            | FC Twente                  | Gehuurd         |
| Adnan Ugur               | België           | Fatih Karagümrük           | Fortuna Sittard            | Was gehuurd     |
| Adnan Ugur               | België           | Fortuna Sittard            | Fatih Karagümrük           | Onbekend bedrag |
| Naci Ünüvar              | Turkije          | AFC Ajax                   | Trabzonspor                | Gehuurd         |
| Zinho Vanheusden         | België           | Internazionale             | AZ                         | Gehuurd         |
| Henk Veerman             | Nederland        | FC Utrecht                 | FC Volendam                | Onbekend bedrag |
| Tijs Velthuis            | Nederland        | AZ                         | NAC Breda                  | Gehuurd         |
| Nick Venema              | Nederland        | VVV-Venlo                  | FC Utrecht                 | Was gehuurd     |
| Nick Venema              | Nederland        | FC Utrecht                 | VVV-Venlo                  | Onbekend bedrag |
| Richard van der Venne    | Nederland        | RKC Waalwijk               | Melbourne City FC          | Transfervrij    |
| Calvin Verdonk           | Nederland        | N.E.C.                     | FC Famalicão               | Was gehuurd     |
| Calvin Verdonk           | Nederland        | FC Famalicão               | N.E.C.                     | Transfervrij    |
| Michael Verrips          | Nederland        | Fortuna Sittard            | Sheffield United           | Was gehuurd     |
| Michael Verrips          | Nederland        | Sheffield United           | Fortuna Sittard            | Onbekend bedrag |
| Michael Verrips          | Nederland        | Fortuna Sittard            | FC Groningen               | Gehuurd         |
| Arno Verschueren         | België           | Sparta Rotterdam           | Lommel SK                  | Was gehuurd     |
| Arno Verschueren         | België           | Lommel SK                  | Sparta Rotterdam           | Onbekend bedrag |
| Eric Verstappen          | Nederland        | Vitesse                    | Zonder club                | Transfervrij    |
| Jozhua Vertrouwd         | Nederland        | FC Volendam                | FC Utrecht                 | Transfervrij    |
| Javier Vet               | Nederland        | N.E.C.                     | NAC Breda                  | Transfervrij    |
| Gabriel Vidović          | Kroatië          | Bayern München             | Vitesse                    | Gehuurd         |
| Nick Viergever           | Nederland        | Greuther Fürth             | FC Utrecht                 | Transfervrij    |
| Carlos Vinícius          | Brazilië         | PSV                        | SL Benfica                 | Was gehuurd     |
| João Virgínia            | Portugal         | Everton FC                 | SC Cambuur                 | Gehuurd         |
| Kevin Visser             | Nederland        | FC Volendam                | AFC                        | Transfervrij    |
| Rémy Vita                | Madagaskar       | Bayern München             | Fortuna Sittard            | Onbekend bedrag |
| Dion Vlak                | Nederland        | FC Volendam                | SV Spakenburg              | Transfervrij    |
| Michel Vlap              | Nederland        | FC Twente                  | RSC Anderlecht             | Was gehuurd     |
| Michel Vlap              | Nederland        | RSC Anderlecht             | FC Twente                  | € 2.000.000     |
| Nikita Vlasenko          | Zwitserland      | Excelsior                  | Juventus                   | Was gehuurd     |
| Patrick Vroegh           | Nederland        | Vitesse                    | RKC Waalwijk               | Transfervrij    |
| Danny Vukovic            | Australië        | N.E.C.                     | Central Coast Mariners     | Transfervrij    |
| Max de Waal              | Nederland        | AFC Ajax                   | ADO Den Haag               | Gehuurd         |
| Silvester van der Water  | Nederland        | Orlando City SC            | SC Cambuur                 | € 550.000       |
| Boy Waterman             | Nederland        | OFI Kreta                  | PSV                        | Transfervrij    |
| Joshua Wehking           | Duitsland        | MVV Maastricht             | Fortuna Sittard            | Was gehuurd     |
| Joshua Wehking           | Duitsland        | Fortuna Sittard            | Zonder club                | Transfervrij    |
| Timon Wellenreuther      | Duitsland        | RSC Anderlecht             | Feyenoord                  | Gehuurd         |
| Sai van Wermeskerken     | Japan            | PEC Zwolle                 | SC Cambuur                 | Transfervrij    |
| Mats Wieffer             | Nederland        | Excelsior                  | Feyenoord                  | € 575.000       |
| Owen Wijndal             | Nederland        | AZ                         | AFC Ajax                   | € 10.000.000    |
| Willum Þór Willumsson    | IJsland          | BATE Borisov               | Go Ahead Eagles            | Onbekend bedrag |
| Mees de Wit              | Nederland        | PEC Zwolle                 | AZ                         | € 2.300.000     |
| Aslak Fonn Witry         | Noorwegen        | AZ                         | PFK Loedogorets            | Onbekend bedrag |
| Lucas Woudenberg         | Nederland        | sc Heerenveen              | Willem II                  | Transfervrij    |
| Gibson Yah               | Nederland        | AFC Ajax                   | FC Utrecht                 | Transfervrij    |
| Burak Yılmaz             | Turkije          | Lille OSC                  | Fortuna Sittard            | Transfervrij    |
| Amin Younes              | Duitsland        | Al-Ettifaq                 | FC Utrecht                 | Gehuurd         |
| Eran Zahavi              | Israël           | PSV                        | Maccabi Tel Aviv           | Transfervrij    |
| Richairo Živković        | Nederland        | Rode Ster Belgrado         | FC Emmen                   | Transfervrij    |

2007/08 (zomer · winter) · 
2008/09 (zomer · winter) · 
2009/10 (zomer · winter) · 
2010/11 (zomer · winter) · 
2011/12 (zomer · winter) · 
2012/13 (zomer · winter) · 
2013/14 (zomer · winter) · 
2014/15 (zomer · winter) · 
2015/16 (zomer · winter) · 
2016/17 (zomer · winter) ·
2017/18 (zomer · winter) ·
2018/19 (zomer · winter) ·
2019/20 (zomer · winter) ·
2020/21 (zomer · winter) ·
2021/22 (zomer · winter) ·
2022/23 (zomer · winter) ·
2023/24 (zomer · winter) ·
2024/25 (zomer · winter) ·